# 李学勤
李 学勤（り がくきん、り がっきん、リ・シュエチン、拼音: Lǐ Xuéqín、旧字体：李學勤、1933年3月28日 - 2019年2月24日）は、中華人民共和国の古代中国史学者・考古学者・文献学者。専門は先秦史。 
文革終了後から21世紀初頭の中国学界における国際的な権威であり、多方面にわたって業績を残した。主な業績として、甲骨文字などの古文字学（漢字学）、中国の青銅器・玉器・印章などの古器物の研究、儒教経典の定本の編纂（北京大学版『標点本十三経注疏』）、疑古への批判、夏商周年表プロジェクトの主導、清華簡などの新出文献の整理、などがある。そのような業績の広さから「百科全書式学者」と評される。 

## 生涯

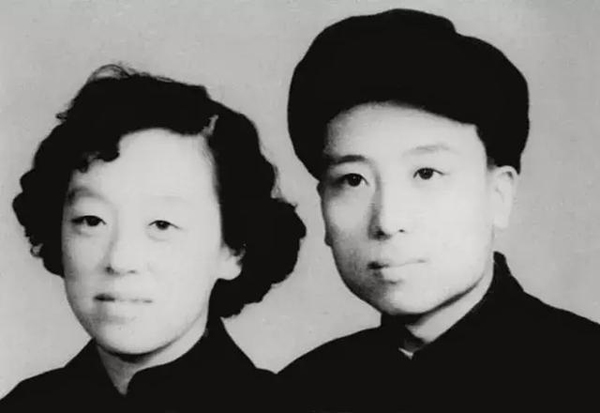
李学勤と妻の徐維瑩（1956年）

### 文革まで
1933年3月28日、国民政府期の中華民国北京市（当時は北平市）に生まれる。父親は北京協和医学院で栄養学者を務める知識人で、李学勤はその一人息子だった。幼少の頃から病弱で、学校に通うことが困難だったため、主に自宅での読書を通じて勉学に励んだ。
1951年、清華大学の哲学科（清華大学哲学系）に入学する。同学科は、馮友蘭や金岳霖が講義していた哲学の中心地だったが、李学勤は哲学よりも甲骨文字に関心をもっていた。そのような事情から、同大学の中国文学科（清華大学中国語言文学系）にいた甲骨学者、陳夢家に師事するようになる。陳夢家はちょうどこの頃、政治的理由から清華大学を追放されて、中国科学院考古研究所に異動していた。
1952年、その陳夢家との縁で、あるいはこの年の大規模な大学再編（中国高等院校院系調整）による清華大学人文系諸学科の解体から逃れて、李学勤は清華大学を中退し、中国科学院で甲骨研究の手伝いとして働くようになる。
1954年、中国科学院に新設された歴史研究所に配属され、そこの所長を務める唯物史観論者、侯外廬の助手となり、侯外廬学派の一翼を担う。この頃から論文を書き始め、1959年には最初の単著『殷代地理簡論』を出版する。
1957年、かつての恩師の陳夢家が、反右派闘争により「右派分子」として政府から糾弾されてしまう（陳夢家#生涯）。同年、李学勤は考古研究所からの依頼により、陳夢家の著書『殷墟卜辞綜述』の書評を機関誌の『考古学報』に寄稿する。しかしその内容は、書評というよりは、陳夢家の学者としての資質を否定する人身攻撃のような内容だった。陳夢家は、その後も苦境の中で研究を続けるが、1966年に文革の渦中で自殺してしまう。李学勤は文革終了後、記者のピーター・ヘスラーらから件の書評について尋ねられた際、当時はそうせざるを得なかったと述べつつ、悔恨の念を吐露している。2006年には、陳夢家の追悼記念座談会に出席し、『殷墟卜辞綜述』を肯定的に評価する文章を発表している。
1960年代から1970年代にかけては、歴史研究所の図書館の管理を担当しつつ、研究実習員から助理研究員・研究員へと徐々に昇進する。その間、甲骨文字の研究と併行して、馬王堆帛書や睡虎地秦簡といった新出文献の整理に参加したり、方以智の『東西均』の抄本を整理したりしている。1970年には、五七幹部学校に下放されるが、翌1971年、中国科学院院長の郭沫若が当時編纂していた『中国史稿』を手伝うために帰京する。

### 文革終了後
1979年、文革のほとぼりが冷めて、米中の国交が樹立したこの年、李学勤は中国社会科学院の代表団の一員として、香港・オーストラリア・アメリカを歴訪する。
1981年には、ケンブリッジ大学の客員研究員に就任し、イギリスに滞在する。滞在中、ロンドン大学東洋アフリカ研究学院（SOAS）に所属する先秦研究者、サラ・アランやポール・トンプソン、A.C.グレアムらの知遇を得る。
1985年には、日本の大庭脩に招かれて、関西大学の客員教授として日本に滞在し、その後も何度か来日する。また同年には、イギリスでの縁をもとに『英国所蔵甲骨集』を出版する。翌1986年には、サラ・アランの手引きでヨーロッパ各地を歴訪し、それにより『欧州所蔵中国青銅器遺珠』を出版する。以降も諸外国を歴訪し、オーストラリア国立大学、カリフォルニア大学バークレー校、ダートマス大学などに招かれる。
1990年代からは、中国内で複数の重職を担うようになる。1991年から1998年にかけては、長らく籍を置いてきた歴史研究所の所長に就任した。1992年には「走出疑古時代」というスローガンを提唱し、顧頡剛以来の「疑古」を批判した。1995年から2000年にかけては、その「走出疑古時代」を実践する形で、中国政府主催の「夏商周年表プロジェクト」の主導者（首席科学家）を務めた。2001年から2003年にかけては、その後継プロジェクト「中華文明探源プロジェクト」の初期段階を主導した。
2003年には、かつて中退した清華大学の、歴史学科（清華大学歴史系）の教授に就任し、上述の大学再編により断絶していた人文系学科の再興に携わる。2009年には、清華大学の「出土文献研究保護センター」のセンター長に就任し、前年の2008年に清華大学に寄贈されていた膨大な竹簡「清華簡」の整理を主導する。なお2001年には、台湾の清華大学（国立清華大学）の客員教授にも就任している。
2010年からは、清華簡の整理成果を『清華大学蔵戦国竹簡』として分冊形式で順次刊行した。2012年から2013年には、古文字学の最新の成果をまとめた字書『字源』全3冊を刊行した。
2019年2月24日、病のため北京市内の病院（北京協和医院）で死去。享年85。訃報が出ると、追悼の辞が中国内外から寄せられた。

## 称号
- 1986年、アメリカ東洋学会（en:American Oriental Society）名誉会員
- 1994年、タイ 華僑崇聖大学（en:Huachiew Chalermprakiet University）名誉教授

## 主な編著
生前刊行した書籍は40冊を越え、論文等は1000篇を越えるとされる。

### 主編
- 『標点本十三経注疏』北京大学出版社、2000年、ISBN 9787301026236
- 『清華大学蔵戦国竹簡』中西書局（中国語版）、2010年～、ISBN 9787547501788
- 『字源』天津古籍出版社、2012年～2013年、ISBN   9787552800692

### 日本語訳
- 「周原甲骨と殷周文字の関係」『シンポジウム 中国古文字と殷周文化 甲骨文・金文をめぐって』東方書店、1989年、ISBN 9784497882417（李学勤・裘錫圭・樋口隆康・伊藤道治・松丸道雄の講演録）
- 『中国古代漢字学の第一歩 古文字学入門』小幡敏行 訳、凱風社、1990年、ISBN 9784773614046
- 『春秋戦国時代の歴史と文物』五井直弘・姜鎮慶 訳、研文出版、1991年、ISBN 9784876360963
- 『中国美術全集4 工芸編 青銅器 1』松丸道雄 共著、京都書院、1996年、ISBN 9784763620927
- 『中国美術全集5 工芸編 青銅器 2』樋口隆康 共著、京都書院、1996年、ISBN 9784763620934

ほか。

## 関連文献
- 飯島武次「追悼 李學勤先生 李學勤先生を追悼する」『東方学』第138巻、東方学会、2019年。
- 佐藤信弥『中国古代史研究の最前線』星海社〈星海社新書〉、2018年。ISBN 978-4065114384。
- 東アジア出版人会議 編「李学勤『疑古の時代を脱する』」『東アジア人文書100』みすず書房、2011年。ISBN 978-4-622-07574-5。
- 楊寛著、西嶋定生監訳、高木智見訳『歴史激流 楊寛自伝 ある歴史学者の軌跡』東京大学出版会、1995年。ISBN 978-4-13-023044-5。